# Dalsmyrtjärnen
Dalsmyrtjärnen är en sjö i Strömsunds kommun i Jämtland och ingår i Indalsälvens huvudavrinningsområde. Sjön har en area på 0,0255 kvadratkilometer och ligger 337 meter över havet.

## Delavrinningsområde
Dalsmyrtjärnen ingår i det delavrinningsområde (704073-149285) som SMHI kallar för Inloppet i Mörtsjön. Medelhöjden är 359 meter över havet och ytan är 34,72 kvadratkilometer. Det finns inga avrinningsområden uppströms utan avrinningsområdet är högsta punkten. Mörtsjöbäcken som avvattnar avrinningsområdet har biflödesordning 3, vilket innebär att vattnet flödar genom totalt 3 vattendrag innan det når havet efter 197 kilometer. Avrinningsområdet består mestadels av skog (83 procent). Avrinningsområdet har 0,4 kvadratkilometer vattenytor vilket ger det en sjöprocent på 1,1 procent.